# Ramón Azeez
Ramón Azeez (Abuya, 12 de diciembre de 1992) es un futbolista nigeriano. Juega como centrocampista y su equipo es el Novelda C. F. de la Lliga Primera FFCV.

## Trayectoria
Después de haber jugado en el filial de la U. D. Almería, y habiéndolo hecho en más de 50 ocasiones con el primer equipo las anteriores temporadas, en el verano de 2015 se le ofreció firmar un contrato profesional ya que cumplía 23 años y no podía jugar con ambos. Se negó a aceptar las condiciones del contrato que se le ofreció, con lo cual en un principio para la temporada 2015-16 pasaría a jugar únicamente en la U. D. Almería "B".
El 26 de enero de 2016 volvió a ascender al primer equipo, después de haber aceptado el contrato profesional que le ofrecieron.
Para la temporada 2017-18 firmó por el C. D. Lugo por dos años más un tercero opcional. Tras temporada y media en tierras gallegas, el 31 de enero de 2022 fue traspasado al Granada C. F.
El 1 de febrero de 2021 fue cedido al F. C. Cartagena hasta el final de la temporada. A su regreso a Granada se le buscó una salida y, al no aceptar ninguna de las propuestas, se le rescindió el contrato coincidiendo con el cierre del periodo de fichajes.
El 3 de marzo de 2025, tras más de tres años y medio sin equipo, fichó por el Novelda C. F. que competía en la Lliga Primera FFCV, la segunda categoría regional de la Comunidad Valenciana.

## Selección nacional
Disputó el Mundial sub-17 de 2009 con Nigeria llegando a la final que perdieron 1-0 frente a Suiza.
El 6 de mayo de 2014 fue incluido por el entrenador de la selección nigeriana Stephen Keshi en la lista provisional de 30 jugadores que iniciarán los entrenamientos con miras a la Copa Mundial de Fútbol de 2014. El 2 de junio se confirmó su inclusión en la nómina definitiva de 23 jugadores.

### Participaciones en Copas del Mundo
| Mundial                        | Sede   | Resultado        |
| ------------------------------ | ------ | ---------------- |
| Copa Mundial de Fútbol de 2014 | Brasil | Octavos de final |

## Estadísticas
Actualizado al último partido disputado el 18 de mayo de 2021.
| Club                       | Div.          | Temporada     | Liga  | Liga  | Copas nacionales | Copas nacionales | Copas internacionales | Copas internacionales | Total | Total |
| Club                       | Div.          | Temporada     | Part. | Goles | Part.            | Goles            | Part.                 | Goles                 | Part. | Goles |
| -------------------------- | ------------- | ------------- | ----- | ----- | ---------------- | ---------------- | --------------------- | --------------------- | ----- | ----- |
| U. D. Almería "B" · España | 2.ª B         | 2011-12       | 28    | 2     | —                | —                | —                     | —                     | 28    | 2     |
| U. D. Almería "B" · España | 2.ª B         | 2012-13       | 31    | 3     | —                | —                | —                     | —                     | 31    | 3     |
| U. D. Almería · España     | 2.ª           | 2012-13       | 2     | 0     | 2                | 0                | —                     | —                     | 4     | 0     |
| U. D. Almería · España     | 1.ª           | 2013-14       | 30    | 2     | 2                | 0                | —                     | —                     | 32    | 2     |
| U. D. Almería · España     | 1.ª           | 2014-15       | 14    | 0     | 3                | 0                | —                     | —                     | 17    | 0     |
| U. D. Almería "B" · España | 2.ª B         | 2015-16       | 19    | 2     | —                | —                | —                     | —                     | 19    | 2     |
| U. D. Almería "B" · España | Total club    | Total club    | 78    | 7     | 0                | 0                | 0                     | 0                     | 78    | 7     |
| U. D. Almería · España     | 2.ª           | 2015-16       | 3     | 0     | 0                | 0                | —                     | —                     | 3     | 0     |
| U. D. Almería · España     | 2.ª           | 2016-17       | 22    | 2     | 0                | 0                | —                     | —                     | 22    | 2     |
| U. D. Almería · España     | Total club    | Total club    | 71    | 4     | 7                | 0                | 0                     | 0                     | 78    | 4     |
| C. D. Lugo · España        | 2.ª           | 2017-18       | 37    | 2     | 2                | 0                | —                     | —                     | 39    | 2     |
| C. D. Lugo · España        | 2.ª           | 2018-19       | 12    | 0     | 3                | 0                | —                     | —                     | 15    | 0     |
| C. D. Lugo · España        | Total club    | Total club    | 49    | 2     | 5                | 0                | 0                     | 0                     | 54    | 2     |
| Granada C. F. · España     | 2.ª           | 2018-19       | 13    | 0     | —                | —                | —                     | —                     | 13    | 0     |
| Granada C. F. · España     | 1.ª           | 2019-20       | 25    | 2     | 4                | 0                | —                     | —                     | 29    | 2     |
| Granada C. F. · España     | 1.ª           | 2020-21       | 2     | 0     | 2                | 0                | 0                     | 0                     | 4     | 0     |
| Granada C. F. · España     | Total club    | Total club    | 40    | 2     | 6                | 0                | 0                     | 0                     | 46    | 2     |
| F. C. Cartagena · España   | 2.ª           | 2020-21       | 16    | 0     | —                | —                | —                     | —                     | 16    | 0     |
| F. C. Cartagena · España   | Total club    | Total club    | 16    | 0     | 0                | 0                | 0                     | 0                     | 16    | 0     |
| Total carrera              | Total carrera | Total carrera | 254   | 15    | 18               | 0                | 0                     | 0                     | 272   | 15    |
| 1.                         |               |               |       |       |                  |                  |                       |                       |       |       |